# Хауардвил (Мисури)
Хауардвил (енгл. Howardville) град је у америчкој савезној држави Мисури.

## Демографија
По попису из 2010. године број становника је 383, што је 41 (12,0%) становника више него 2000. године.
| Група             | 2000.       | 2010.       |
| Белци             | 24 (7,0%)   | 22 (5,7%)   |
| Афроамериканци    | 316 (92,4%) | 354 (92,4%) |
| Азијати           | 0 (0,0%)    | 4 (1,0%)    |
| Хиспаноамериканци | 5 (1,5%)    | 2 (0,5%)    |
| Укупно            | 342         | 383         |